# Leeds International Classic 1996
La Leeds International Classic 1996 fou la 8a edició de la Leeds International Classic, antigament anomenada Wincanton Classic. La cursa es disputà el 18 d'agost de 1996, sent el vencedor final l'italià Andrea Ferrigato, que s'imposà en la meta de Leeds.
Va ser la setena cursa de la Copa del Món de ciclisme de 1996.

## Classificació final
|    | Ciclista            | Equip                   | Temps      |
| -- | ------------------- | ----------------------- | ---------- |
| 1  | Andrea Ferrigato    | Roslotto-ZG Mobili      | 5h 43' 13" |
| 2  | Maximilian Sciandri | Motorola                | + 01"      |
| 3  | Johan Museeuw       | Mapei-GB                | + 20"      |
| 4  | Lance Armstrong     | Motorola                | m. t.      |
| 5  | Johan Museeuw       | Mapei-GB                | m. t.      |
| 6  | Michele Bartoli     | MG Maglificio-Technogym | m. t.      |
| 7  | Davide Rebellin     | Polti                   | m. t.      |
| 8  | Andrea Tafi         | Roslotto-ZG Mobili      | m. t.      |
| 9  | Marco Milesi        | Brescialat              | + 1' 01"   |
| 10 | Stefano Colagè      | Refin-Mobilvetta        | + 1' 09"   |